# (26793) Bolshoi
(26793) Bolshoi est un astéroïde de la ceinture principale.

## Description
(26793) Bolshoi est un astéroïde de la ceinture principale. Il fut découvert le 13 janvier 1977 à Naoutchnyï par Nikolaï Tchernykh. Il présente une orbite caractérisée par un demi-grand axe de 2,66 UA, une excentricité de 0,17 et une inclinaison de 11,9° par rapport à l'écliptique.

## Compléments